# Grzegorz Wasowski
Grzegorz Wasowski (ur. 11 kwietnia 1949 w Warszawie) – polski dziennikarz muzyczny, satyryk, aktor.

## Życiorys
Znany z pracy w Trzecim Programie Polskiego Radia. Na przełomie lat 80. i 90. współtworzył audycję satyryczną Nie tylko dla orłów. Jako znawca muzyki rozrywkowej, głównie z lat sześćdziesiątych, dał się poznać w audycjach takich jak Lista przebojów dla oldboyów czy Radio Mann. Od września 2006 wraz z Wojciechem Mannem prowadził audycję Tanie Granie. Występował w telewizyjnych programach satyrycznych Za chwilę dalszy ciąg programu oraz Komiczny Odcinek Cykliczny. Współtwórca satyrycznego zespołu hiphopowego T-raperzy znad Wisły. Został członkiem Akademii Muzycznej Trójki. W marcu 2009 odszedł z Trójki w związku z odwołaniem dyrektora Krzysztofa Skowrońskiego.
W latach 2009–2011 wraz z Wojciechem Mannem współprowadził  w TVP Kultura program rozrywkowy Archiwizja, czyli po trochu wyciągane z lochu, gdzie wspólnie objaśniali i komentowali audycje kabaretowe, teatralne oraz filmy komediowe i dokumentalne z lat 60., 70. i 80. XX wieku, które były zrealizowane dla TVP, ale m.in. przez zapędy cenzorskie utknęły na półkach w archiwach publicznego nadawcy i zostały zapomniane lub z różnych innych względów nie były zbyt często emitowane. Program składał się z dwóch części (przed i po emisji) dotyczących omawianego przez dziennikarzy materiału.
Od 25 maja 2009 współtworzył internetowe Radio Wnet. Jest autorem nazwy tej rozgłośni. Działał tam wraz żoną w latach 2009-2012. Wasowski prowadził tam m.in. audycję ASP, czyli Alfabetyczny Spis Przebojów. Był prowadzącym audycji Frajdek w radiojazz.fm. Razem ze swoją obecną żoną - Moniką prowadził od 2017 do 2024 muzyczny program Frajdofon na antenie Polskiego Radia RDC. Małżeństwo prowadzi również Wydawnictwo Wasowscy. Wspólnie napisali książkę o Kabarecie Starszych Panów: Starsi Panowie Dwaj. Kompendium niewiedzy (Znak 2014, ISBN 978-83-240-3213-6).

### Życie prywatne
Syn współtwórcy Kabaretu Starszych Panów Jerzego Wasowskiego i aktorki Marii Janeckiej. Były mąż Moniki Olejnik, mają syna Jerzego. Od 2004 żonaty z Moniką Makowską-Wasowską.

## Filmografia

### Dubbing
- Garfield i przyjaciele (jako Garfield)
- Rybki z ferajny (jako Ernie)
- Między nami żywiołami (jako Mechu)

### Telewizja
- 1989–1994: Za chwilę dalszy ciąg programu w TVP2 – współautor programu, prowadzący.
- 1995–2000: KOC - Komiczny Odcinek Cykliczny w TVP2 – współautor programu, prowadzący.

## Dyskografia
Kompilacje różnych wykonawców
| Album                               | Rok  | Utwór                                       | Źródło |
| ----------------------------------- | ---- | ------------------------------------------- | ------ |
| Pocztówka Do Świętego Mikołaja 2006 | 2006 | śpiew w utworze "Karp Siódmy Wspaniały '06" | [ 7 ]  |

## Ordery i odznaczenia
- Srebrny Krzyż Zasługi (2005)[8]
- Srebrny Medal „Zasłużony Kulturze Gloria Artis” (2009)[9]